# Copa Telepacífico
La Copa Telepacífico, antes Copa El País y oficialmente Tercera División del Valle del Cauca,  es el torneo de fútbol aficionado más importante que se juega en el departamento del Valle del Cauca su organización está a cargo de la Liga Vallecaucana de fútbol, que tiene reconocimiento de la Difutbol entidad dependiente de la Federación Colombiana de Fútbol. 
El campeonato es de carácter oficial a nivel departamental, inicialmente por motivos comerciales fue durante 10 temporadas nominado Copa El País en alusión al patrocinio brindado por el diario más importante de la ciudad de Cali (El País) en la actualidad recibe su nombre por el patrocinio que otorga Telepacífico el canal de tv Regional más importante del occidente colombiano que a su vez transmite los juegos más destacados del certamen, desde sus inicios y hasta la actualidad intervienen las reservas de clubes profesionales y los principales equipos aficionados de la región del Valle del Cauca; la copa tuvo su primer antecedente en 2005 cuando la mayoría de los clubes aficionados del Valle inconformes con la organización de la  Primera C decidieron crear su propio torneo de fútbol independiente jugando en primera instancia la Copa Carlos Sarmiento Lora para después jugar la primera Copa El País.
En los últimos años se han incorporado equipos de departamentos diferentes al Valle del Cauca lo que ha incrementado el nivel del campeonato a su vez se juega de forma paralela con el Campeonato Juvenil y el Sub-17; en el que participan varios clubes vallunos. 
No cuenta con ascenso ni descenso a ninguna categoría. El actual campeón es Orsomarso SC mientras que América de Cali es el club con más títulos (5).

## Forma de Competición
El campeonato se disputa bajo fases de liga entre 2 grupos de 18 equipos los cuales se enfrentan en partidos de ida y vuelta, al concluir las dos vueltas los 4 primeros equipos de las 2 tablas disputan cuadrangulares semifinales en donde los 4 mejores clasificados juegan las semifinales a partido único y los ganadores disputan la final.

## Cuadro de Campeones y Subcampeones
| Año  | Campeón                  | Subcampeón                    |
| ---- | ------------------------ | ----------------------------- |
| 2006 | América de Cali          | Boca Juniors de Cali          |
| 2007 | América de Cali          | Boca Juniors de Cali          |
| 2008 | Selección Valle          | Boca Juniors de Cali          |
| 2009 | América de Cali          | Boca Juniors de Puerto Tejada |
| 2010 | Selección Yumbo          | Bocana FC                     |
| 2011 | América de Cali          | Boca Juniors de Cali          |
| 2012 | Deportivo Cali           | Cerrito Ciudad Cariño         |
| 2013 | Cortulua                 | C.D. Pymme Villapaz           |
| 2014 | C.D. Aston Villa         | Deportivo Cali                |
| 2015 | C.D. Aston Villa         | Orsomarso SC                  |
| 2016 | Orsomarso SC             | Villa Paz de Jamundi          |
| 2017 | América de Cali          | Spieler Bereits de Cali       |
| 2018 | Deportivo Cali           | Orsomarso SC                  |
| 2019 | Orsomarso SC             | Cerrito Ciudad Cariño         |
| 2021 | Cortulua                 | Villa Paz de Jamundi          |
| 2022 | Orsomarso SC             | Cortulua (Yumbo FC)           |
| 2023 | Orsomarso SC             | Puerto Tejada F.C             |
| 2024 | Internacional de Palmira | Club Deportivo Julián Vásquez |

## Palmarés

### Títulos por equipo
| Club                          | Títulos | Subcampeón | Años campeón                      | Años subcampeón                    |
| ----------------------------- | ------- | ---------- | --------------------------------- | ---------------------------------- |
| América de Cali               | 6       | 0          | 2006, 2007, 2009, 2011, 2017,2025 |                                    |
| Orsomarso SC                  | 4       | 2          | 2016, 2019, 2022, 2023            | 2015, 2018                         |
| Deportivo Cali                | 2       | 1          | 2012, 2018                        | 2014                               |
| Cortulua                      | 2       | 0          | 2013, 2021                        |                                    |
| C.D. Aston Villa              | 2       | 0          | 2014, 2015                        |                                    |
| Internacional de Palmira      | 1       | 0          | 2024                              |                                    |
| Selección Valle               | 1       | 0          | 2008                              |                                    |
| Selección Yumbo               | 1       | 0          | 2010                              |                                    |
| Boca Juniors de Cali          | 0       | 6          |                                   | 2006, 2007, 2008, 2009, 2010, 2011 |
| Villa Paz de Jamundí          | 0       | 3          |                                   | 2013, 2016, 2021                   |
| Cerrito Ciudad Cariño         | 0       | 2          |                                   | 2012, 2019                         |
| Spieler Bereits               | 0       | 1          |                                   | 2017                               |
| Club Deportivo Julián Vásquez | 0       | 1          |                                   | 2025                               |

## Cuadro de Campeones y Subcampeones Femenina
| Año  | Campeón         | Subcampeón      |
| ---- | --------------- | --------------- |
| 2022 | América de Cali | Deportivo Cali  |
| 2023 | Yumbo F.C.      | América de Cali |